# Bairro Sul
El Bairro Sul (Barrio Sur) es el barrio pesquero de la ciudad de Póvoa de Varzim, en Portugal.
Este barrio limita al norte con la zona Centro, al este con Matriz/Mariadeira, al sur con la ciudad de Vila do Conde y al oeste se encuentra el Océano Atlántico, con el puerto de Pesca de Póvoa de Varzim.

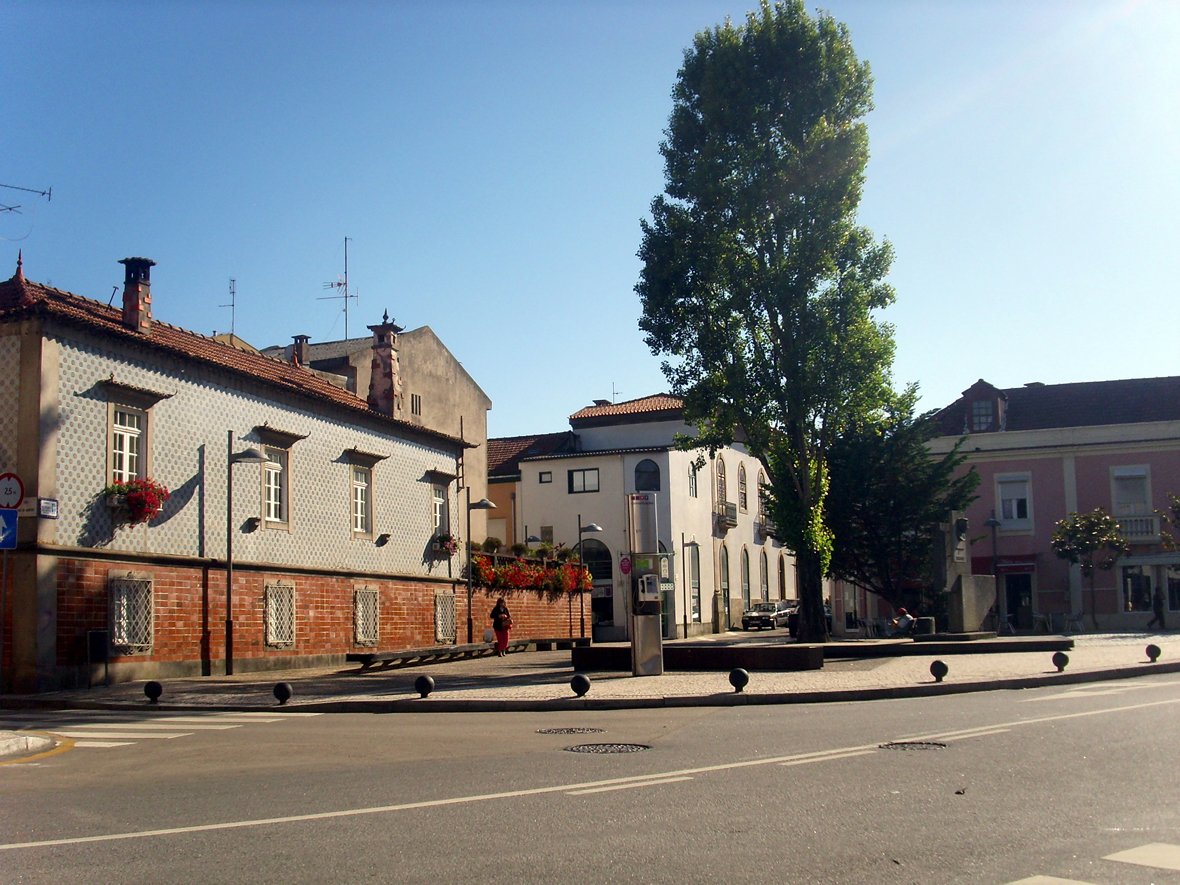
Plaza Elísio da Nova.

La estructura de calles paralelas a la costa del Bairro Sul, que es conocida como "colmena de los pescadores", ya estaba razonablemente desarrollada en el siglo XVIII, estando compuesta principalmente por las casas unifamiliares de los pescadores.
El barrio se desarrolló a partir de la población de pescadores del Bairro da Matriz. Estaba dividido del resto de la población formando estratos sociales pesqueros, que eran principalmente dos, los lanchões y los sardinheiros (sardineros).
En el siglo XIX, parte de la población de sardineros se extendió hacia Caxinas y Poça da Barca, ya en Vila do Conde, y contribuyó a la formación de nuevos barrios en la ciudad de Póvoa de Varzim.
Sus colores son el verde y blanco y su símbolo es la lancha poveira, que también es el símbolo de la ciudad. El club de fútbol del barrio, el Leões da Lapa Futebol Clube, fue fundado en 1962. En el barrio se sitúa la Parroquia de Lapa, cuya patrona es Nossa Senhora da Lapa.
Algunos lugares del Bairro Sul son la Lapa, la Colmena de los Pescadores, el Castillo y el Barrio de los Pescadores.
- Datos: Q4848651